# Simón Bonifacio Rodríguez y Rodríguez
Simón Bonifacio Rodríguez Rodríguez (Juncalillo, Gáldar, 15 de abril de 1921-Las Palmas de Gran Canaria, 17 de agosto de 2012) fue un maestro, empresario, juez y político español.

## Biografía

### Juventud
Simón Bonifacio Rodríguez y Rodríguez, hijo de Simón y Ángela Rodríguez, hermano de los curas José, Francisco y Teodoro y de Flora. Casado con Rosa Torrens Galván en 1949.
Formado en el Frente de Juventudes, donde pasó por todos los escalafones de mando: Jefe Local, Instructor de Juventudes, Jefe Nacional del Hogar Rural, etc. En este último cargo y en la séptima promoción obtuvo el número uno.
En 1934 se mudó a Santa María de Guía de Gran Canaria, mudándose a la histórica Casa Quintana, que fue su residencia hasta su fallecimiento.

### Vida profesional

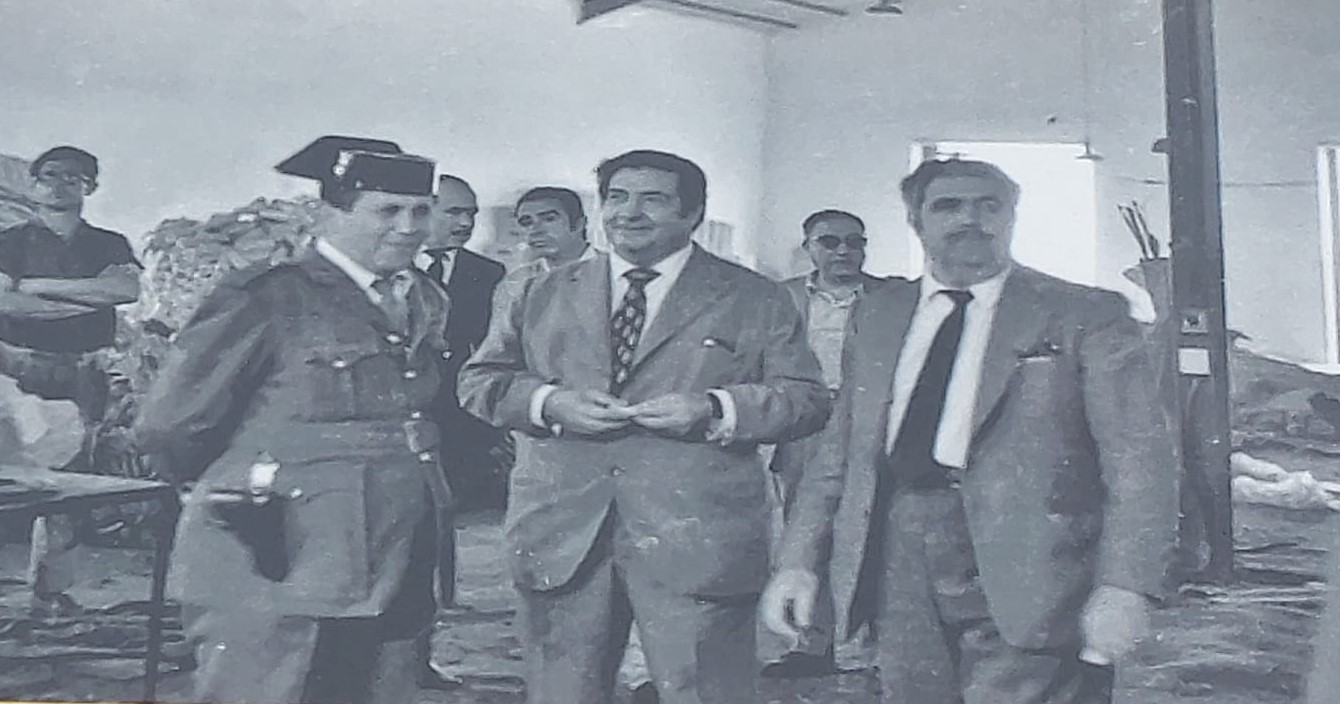
Simon Bonifacio, a la derecha, en el Sindicato Amarillo (Cooperativa Agrícola del Norte)

Ejerció como profesor en el Colegio Santa María y más tarde en el Instituto Santa María de Guía, siendo además delegado comarcal del Servicio Español de Magisterio (S.E.M.) .
Empresario de pompas fúnebres, terrateniente en Juncalillo y en San Isidro y  representante de la compañía aseguradora La Finisterre. Ocupó puestos de directivo en el Sindicato Agrícola del Norte de Gran Canaria. Y en el aspecto periodístico fue delegado del periódico El Eco de Canarías en la comarca norte.
En 1967 es nombrado Juez Comarcal sustituto por el Ministerio de Justicia cargo que desempeñó durante muchos años, por tal motivo en el año 1972 le fue concedida la condecoración de la Orden de San Raimundo de Peñafort.
También fue Presidente del Casino de Santa María de Guía de Gran Canaria. Además, durante largo tiempo fue aguateniente, creando la marca Fuente Bruma S.L., cuyos acuíferos y planta embotelladora se localizaban en Juncalillo.
El 20 de febrero de 2012 fue nombrado hijo adoptivo de la ciudad de Guía de Gran Canaria.

### Vida política

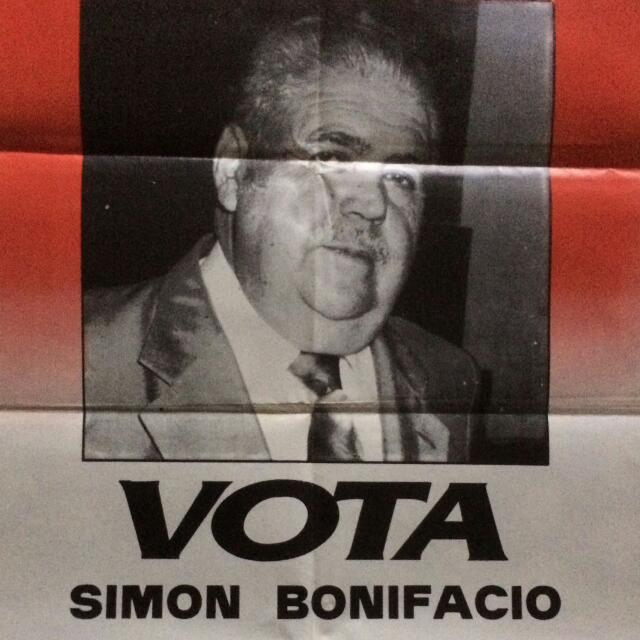
Cabeza de cartel por AP

Fue concejal de Santa María de Guía Entre 1953 y 1963, este individuo se destacó como concejal en el Ayuntamiento de Santa María de Guía, desempeñando una labor significativa en la concejalía de festejos. Su capacidad de liderazgo lo llevó a ocupar brevemente el cargo de alcalde de la ciudad. Durante la década de 1980, contribuyó notablemente en la Junta Electoral de zona como vicepresidente. En 1983, fue cabeza de lista de AP-PDP en las elecciones municipales de Guía, obteniendo un escaño como concejal. 
Además, en el ámbito cultural, jugó un papel importante en el Casino de Guía, siendo presidente en varias ocasiones y ocupando otros cargos directivos a lo largo de los años. Su trabajo en el Casino y como concejal de festejos en el Ayuntamiento de Guía fue notable, reflejando su compromiso con la cultura y la comunidad local.